# Estados da Trégua
Os Estados da Trégua (em árabe: الإمارات المتصالحة / Al-Imārāt al-Mutaṣāliḥa), também conhecida como Costa da Trégua (em árabe: الساحل المتصالح / Al-Sāḥil al-Mutaṣāliḥ), os Xarifados Truciais (em árabe: المشيخة المتصالحة / Al-Mashīkhat al-Mutaṣāliḥa), Arábia Trucial ou Omã Trucial, foi um grupo de confederações tribais ao sul do Golfo Pérsico (sudeste da Arábia) cujos líderes assinaram tratados de proteção, ou tréguas, com o Reino Unido entre 1820 e 1892. 
Os Estados da Trégua permaneceram um protetorado britânico informal até que os tratados foram revogados em 1 de dezembro de 1971. No dia seguinte, seis dos xarifados — Dubai, Abu Dabi, Xarja, Ajmã, Caluão e Fujeira — formaram os Emirados Árabes Unidos; o sétimo, Recoima, ingressou em 10 de fevereiro de 1972. 

## Visão geral
Os xarifados incluíam:
- Abu Dabi (1820–1971)
- Ajmã (1820–1971)
- Dubai (1833–1971)
- Fujeira (1952–1971)
- Quelba (1936-1951)
- Recoima (1820–1972)
- Xarja (1820–1971)
- Caluão (1820–1971)

Os xeques aliaram-se permanentemente ao Reino Unido através de uma série de tratados, começando com o Tratado Marítimo Geral de 1820 e incluindo a Trégua Marítima Perpétua de 1853, até que em 1892 celebraram "Acordos de Exclusividade" com os britânicos - na sequência do Barém em 1880 – o que os colocou sob proteção britânica.  Este era um estatuto pouco claro que não chegava a ser um protetorado formal, mas exigia que a Grã-Bretanha os defendesse de agressões externas em troca de direitos britânicos exclusivos nos estados. 
Dois xeques em vários momentos pareceram que poderiam receber status de trégua, afirmando sua independência dos vizinhos Xarja, Al Hamriyah e Al Heera, mas nenhum deles assinou tratados com os britânicos. Quelba, que recebeu status trucial em 1936 porque foi escolhido como local de pista de pouso reserva para os voos da Imperial Airways para Xarja, foi reincorporado a Xarja em 1951, com a morte de seu governante. 
O último xarife a ser reconhecido foi o de Fujeira, que se tornou um estado de trégua em 1952, depois que o governo britânico ficou sob pressão da PCL (Petroleum Concessions Limited) para conceder status para que a empresa pudesse ter liberdade para explorar petróleo. ao longo de toda a costa leste. 
Em 1952, o Conselho dos Estados da Trégua foi criado para encorajar a cooperação entre os sete governantes.  A rupia indiana permaneceu a moeda de facto dos Estados da Trégua, bem como dos outros estados do Golfo Pérsico, como Catar, Barém, Kuwait e Omã, até que a rupia do Golfo foi introduzida em 1959. A rupia do Golfo foi usada até que os países do Golfo introduziram as suas próprias moedas após a grande desvalorização da rupia. 

## Tratado de 1820
A costa sudeste do Golfo Pérsico foi chamada de "Costa dos Piratas" pelos britânicos, que argumentaram que os invasores ali baseados - particularmente os 'Qawasim' ou 'Joasmees', agora conhecidos como Al Qasimi (as famílias governantes de Xarja e Recoima) — incomodou o transporte marítimo de bandeira britânica.  
A primeira de uma longa série de escaramuças marítimas entre os navios Al Qasimi e os britânicos ocorreu em 1797, quando o Snow Bassein, de bandeira britânica, foi apreendido e libertado dois dias depois. O cruzador Viper foi posteriormente atacado ao largo de Bushire.  O líder do Al Qasimi, Saqr bin Rashid Al Qasimi, protestou inocência em ambos os casos.  
Seguiu-se um período de grande instabilidade ao longo da costa, com uma série de ações entre navios britânicos e Al Qasimi, juntamente com várias mudanças de liderança e alianças entre os governantes de Recoima, Ajmã e Xarja, com Xarife Sultão ibne Sacre Alcácimi reivindicando soberania sobre ' todos os portos de Joasmee' em 1823, uma reivindicação reconhecida pelos britânicos na época. 
As expedições britânicas para proteger o comércio e os interesses da Índia Britânica em torno de Recoima, perto do Estreito de Ormuz, levaram a campanhas contra aquela sede e outros portos ao longo da costa em 1809, e novamente (com força destrutiva muito maior) em 1819. No ano seguinte, 1820, foi assinado um tratado de paz ao qual aderiram todos os xeques da costa. Os signatários desse tratado incluíam Sultão ibne Sacre Alcácimi de Xarja (em 6 de janeiro de 1820). Ele assinou um 'acordo preliminar' também em nome de Ajmã e Umm Al Qawain, e então em 8 de janeiro em Recoima, Hassan Bin Rahma Al Qasimi assinou como "Xeque de 'Hatt e Falna' anteriormente de Recoima" (' Hatt' sendo a vila moderna de Khatt e 'Falna' sendo o subúrbio moderno de Recoima, Fahlain, perto da localização do Forte Al Falayah), seguido em 10 de janeiro de 1820 por Qadib bin Ahmad de Jazirah Al Hamrah (dado em a tradução para o inglês do tratado como 'Jourat Al Kamra') foi assinada. 
Em 11 de janeiro de 1820, novamente em Recoima, Shakhbut bin Diyab Al Nahyan assinou em nome de seu filho, Tanum, o xeque dos Bani Ias e governante de Abu Dabi. Huceine ibne Ali de Rams assinou em 15 de janeiro de 1820. O tio de Maomé ibne Haza, de Dubai, assinou em 28 de janeiro de 1820 em Xarja. Os governantes de Ajmã e Caluão aderiram ao tratado integral em 15 de março de 1820, assinando a bordo do navio o comandante da força expedicionária britânica, major-general William Keir Grant. O tratado também foi assinado, em Xarja, pelo emir do Barém. 
O Xeque de Rams perdeu o apoio do seu povo pouco depois e tanto ele como o Xeque de Jazirah Al Hamrah foram depostos e as suas comunidades ficaram sujeitas ao governo de Recoima.  No entanto, a família Al-Zaabi continuou a governar Jazirah Al Hamrah como vassalos até 1970.
Como tratado de paz, não foi um sucesso notável. Escaramuças e conflitos, considerados ataques dos britânicos, continuaram intermitentemente até 1835, quando os xeques concordaram em não se envolver em hostilidades no mar e Xarja, Dubai, Ajmã e Abu Dabi assinaram um tratado renovado proibindo as hostilidades durante a temporada de pérolas e uma série de outras. foram feitos tratados curtos, culminando com a trégua de dez anos de junho de 1843. Sentindo os benefícios da exploração pacífica de pérolas e do comércio, os xeques costeiros assinaram o Tratado Perpétuo de Paz Marítima em 1853, um processo supervisionado pelo agente político britânico em Bushire, Capitão A.B. Kemball. 
Tratados separados em 1847 e 1856 viram tratados que empreenderam a abolição do comércio de escravos e, em 1873, um novo tratado abolindo a escravatura foi assinado por Xarja e Abu Dabi. 

## Acordo Exclusivo de 1892
Principalmente em reação às ambições da França e da Rússia, a Grã-Bretanha e os Xarifados Truciais estabeleceram laços mais estreitos num tratado de 1892, semelhante aos tratados celebrados pelo Reino Unido com outros principados do Golfo Pérsico. 
Os xarifes concordaram em não alienar qualquer território exceto para a Grã-Bretanha e em não estabelecer relações com qualquer outro governo estrangeiro sem o consentimento da Grã-Bretanha. Em troca, os britânicos prometeram proteger a Costa Trucial de todas as agressões marítimas e ajudar em caso de ataque terrestre.  Este tratado, o "Acordo Exclusivo", foi assinado pelos governantes de Abu Dabi, Dubai, Xarja, Ajmã, Recoima e Caluão entre 6 e 8 de março de 1892.  Posteriormente, foi ratificado pelo vice-rei da Índia e pelo governo britânico em Londres.

## Advento dos aviões

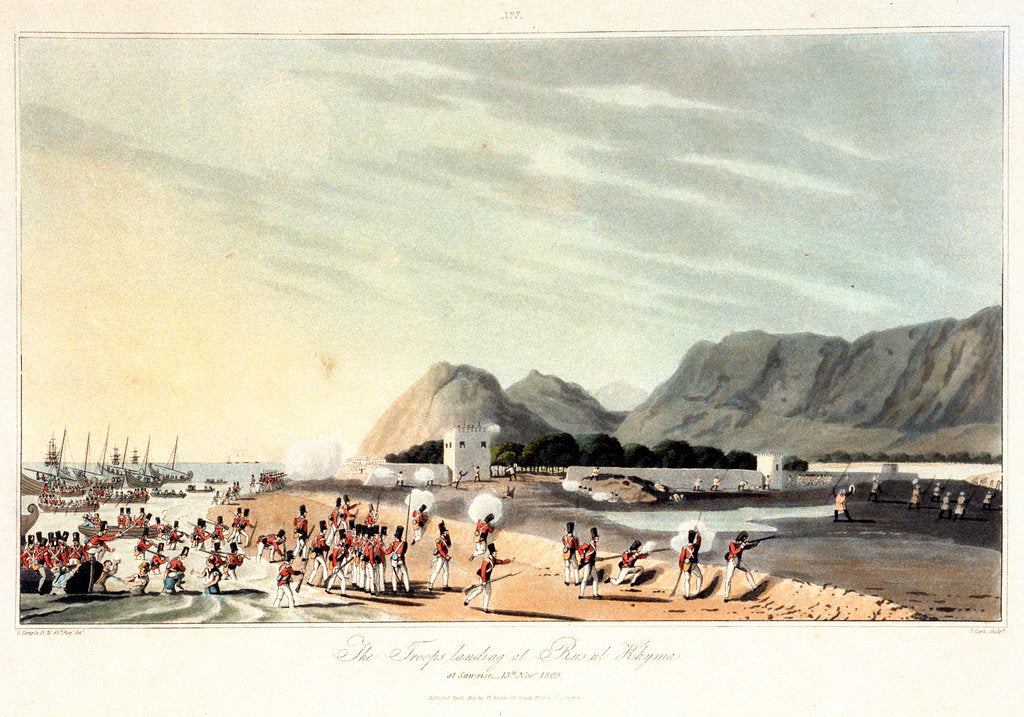
Frota naval britânica ataca Recoima em 13 de novembro de 1809

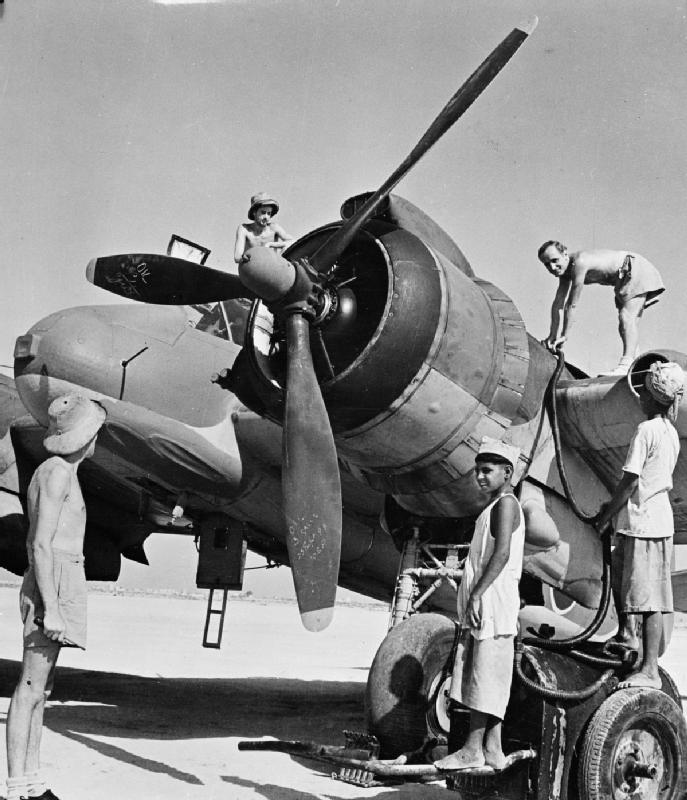
RAF N° 44 Staging Post, Xarja, Estados da Trégua, c. 1945

Na década de 1920, o desejo do governo britânico de criar uma rota aérea alternativa da Grã-Bretanha para a Índia deu origem a discussões com os governantes dos Estados da Trégua sobre áreas de desembarque, ancoradouros e depósitos de combustível ao longo da costa. Os primeiros aviões a aparecer foram os hidroaviões da Royal Air Force (RAF), usados pelo pessoal da RAF para inspecionar a área e por oficiais políticos para visitar os governantes. Os acordos aéreos foram inicialmente resistidos pelos governantes, que suspeitavam de interferência na sua soberania, mas também proporcionaram uma fonte útil de receitas. Em 1932, o fim da rota aérea através da Pérsia (hoje Irão) levou à abertura de um campo de aviação em Xarja. Em 1937, os hidroaviões da Imperial Airways começaram a fazer escala em Dubai e continuaram a fazê-lo pelos dez anos seguintes.  

## Conselho dos Estados da Trégua
O Conselho dos Estados da Trégua foi um fórum para os líderes dos emirados se reunirem, presidido pelo Agente Político Britânico. As primeiras reuniões ocorreram em 1952, uma na primavera e outra no outono, e isto estabeleceu um padrão para reuniões nos anos futuros.  O conselho era puramente consultivo e não tinha uma constituição escrita nem poderes de elaboração de políticas. Forneceu, mais do que qualquer coisa, um fórum para os governantes trocarem pontos de vista e chegarem a acordo sobre abordagens comuns. Os britânicos conseguiram provocar uma irritação considerável entre os governantes, especialmente Xarja e Recoima, quando o governante de Fujeira, reconhecido como um Estado de Trégua pela Grã-Bretanha em 21 de março de 1952, participou no seu primeiro Conselho dos Estados da Trégua. 
Em 1958, foram criados comités para aconselhar sobre saúde pública, agricultura e educação, mas o conselho não teve financiamento até 1965, quando a presidência passou do Agente Político para um dos governantes, sendo o primeiro presidente o Shaikh Saqr bin Mohammed Al Qasimi. de Recoima.  Uma questão que surgiu regularmente nas primeiras 14 reuniões do conselho foi a dos gafanhotos - os enxames eram altamente destrutivos para a agricultura de toda a área - mas os beduínos do interior estavam convencidos de que a pulverização com insecticida seria prejudicial para os seus rebanhos e resistiram às equipas trazidas do Paquistão para pulverizar os criadouros dos insetos. 
Em 1965, o conselho recebeu uma subvenção dos britânicos para administrar como bem entendesse, em vez de apenas aconselhar sobre os orçamentos preparados pelos britânicos. Foi também recrutado um secretariado a tempo inteiro. 

## Fim

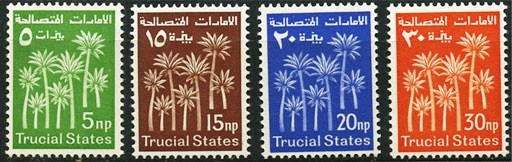
Selos dos Estados da Trégua de 1961, denominados em rúpias do Golfo.

O anúncio de Harold Wilson, em 16 de janeiro de 1968, de que todas as tropas britânicas seriam retiradas do "leste de Suez", sinalizou o fim da Grã-Bretanha cuidando da política externa e da defesa, bem como da arbitragem entre os governantes da região persa oriental. Golfo. 
A decisão lançou os governantes da Costa da Trégua, juntamente com o Catar e o Barém, em negociações febris para preencher o vazio político que a retirada britânica deixaria para trás. 
O princípio da união foi acordado pela primeira vez entre o governante de Abu Dabi, o xarife Zayed bin Sultan Al Nahyan, e o xeque Rashid de Dubai, em 18 de fevereiro de 1968, reunidos em um acampamento em Argoub Al Sedirah, perto de Al Semeih, uma parada no deserto entre os dois emirados.  Os dois concordaram em trabalhar para trazer os outros emirados, incluindo o Catar e o Barém, para a união. Nos dois anos seguintes, seguiram-se negociações e reuniões dos governantes - muitas vezes tempestuosas - à medida que uma forma de união era debatida. A união de nove estados nunca se recuperaria da reunião de Outubro de 1969, onde a intervenção britânica resultou na saída do Qatar e de Recoima.  O Barém e o Catar abandonariam as negociações, deixando apenas seis emirados para chegar a acordo sobre a união em 18 de julho de 1971.
Em 2 de dezembro de 1971, Dubai, juntamente com Abu Dabi, Xarja, Ajmã, Caluão e Fujeira aderiram ao Ato de União para formar os Emirados Árabes Unidos. O sétimo emirado, Recoima, juntou-se oficialmente aos Emirados Árabes Unidos em 10 de fevereiro de 1972. Esta mudança deveu-se à tomada iraniana das ilhas Grande e Pequeno Tunbs de Recoima e Abu Muça, que foi reivindicada pelo emirado de Xarja. A ocupação iraniana das três ilhas ocorreu em 30 de novembro de 1971, após a retirada britânica. 